# À l'assaut de la gloire
Pour plus de détails, voir Fiche technique et Distribution.
À l'assaut de la gloire (Follow the Sun) est un film biographique américain en noir et blanc réalisé par Sidney Lanfield, sorti en 1951. 

## Synopsis
La vie de Ben Hogan (1912–1997), l’un des plus grands joueurs de l’histoire du golf. 

## Fiche technique
- Titre français : À l'assaut de la gloire
- Titre original : Follow the Sun
- Réalisation : Sidney Lanfield
- Scénario : Frederick Hazlitt Brennan
- Producteur : Samuel G. Engel
- Photographie : Leo Tover
- Montage : Barbara McLean
- Musique : Cyril J. Mockridge
- Société de production : 20th Century Fox
- Société de distribution : 20th Century Fox
- Pays d'origine : États-Unis
- Format : noir et blanc - 1,37:1 - son mono (Western Electric Recording)
- Genre : Film biographique
- Durée : 93 min
- Dates de sortie :
  -  États-Unis : 25 avril 1951 (New York City)
  -  France : 10 décembre 1949

## Distribution
- Glenn Ford : Ben Hogan
- Anne Baxter : Valerie Hogan
- Dennis O'Keefe : Chuck Williams
- June Havoc : Norma Williams
- Larry Keating : Jay Dexter, rédacteur sportif
- Roland Winters : Dr. Graham
- Nana Bryant : sœur Beatrice
- Harold Blake : Ben Hogan, à l'âge de 14 ans
- Ann Burr : Valerie, à l'âge de 14 ans
- Myrtle Anderson : Grace
- Jimmy Demaret : lui-même
- Cary Middlecoff : lui-même
- Grantland Rice : lui-même (maître de cérémonie)
- Sam Snead : lui-même
- Harry Reader : Chuck Williams, caddie à la plage Pebble